# イノーシャン
イノーシャン（英語: INNOCEAN、韓国語: 이노션）は大韓民国の大手広告代理店。社名のINNOCEANは"ocean of innovation"（革新の海）を意味する造語である。

## 概要
2005年設立。世界23カ国に32の拠点を構え、従業員3600人以上を擁する。広告業界メディアアド・エイジが発行する「Agency Report 2024」によれば2023年の売上高が世界15位の広告代理店となっており、世界11位の第一企画に次ぐ韓国第2位の大手広告代理店である。また、デジタルマーケティング事業を行っているWARC（カンヌライオンズ主催者のアセンシャルの一部門）が選ぶクリエティブ100の2024年版では27位にランクしている。
2014年のスーパーボウル開催時にハンティントンビーチのオフィス内にヒョンデのソーシャルメディア用ニュースルームを設置。その後は「ストーリーラボ（StoryLab）」と呼ばれるイノーシャンのインハウスニュースルームとなって常時ソーシャルメディアにコンテンツを供給している。

## 歴史
2005年5月、現代自動車グループのグループ企業として設立。本社をソウルに構える。
2005年11月、最初の海外拠点としてインド法人をニューデリーに設立。
2007年7月、ドイツ・フランクフルトに欧州地域本部を設立。
2008年12月、アメリカ合衆国・ハンティントンビーチに米州地域本部を設立。
2009年12月、中国・北京市にINNOCEAN-CBACを設立。
2010年10月、F1韓国グランプリのマーケティングおよびプロモーションを実施。
2011年2月、パク・チャヌク監督作波瀾万丈が第61回ベルリン国際映画祭金熊賞受賞。
2012年2月、ヒョンデのスーパーボウルCMが初めてUSAトゥデイのトップ10リストに名を連ねる。
2012年5月、麗水国際博覧会のロゴデザインを含むブランディングとマーケティングを実施。
2012年6月、カンヌライオンズ5部門受賞。
2012年12月、2012年大韓民国広告大賞においてグランプリ受賞部門が最多となった他、賞の大半を受賞した。
2013年1月、平昌で開催された2013年スペシャルオリンピックス冬季世界大会のマーケティングおよびプロモーションを実施。
2014年1月、One ShowのTop Interactive AutoMobile Advertising of the Yearを受賞。
2014年6月、コリア・スピード・フェスティバル2014を主催。
2015年1月、One ShowのTop Broadcast AutoMobile Advertising of the Yearを受賞。
2015年6月、韓国取引所に新規上場（IPO）した。
2015年8月、ホライゾン・メディアとの合弁でCanvas Worldwideを設立。
2015年9月、クリオ賞2015で5部門を制する。
2016年2月、イノーシャンが制作したスーパーボウル広告がUSAトゥデイの広告年次調査「Ad Meter」において初めて非米国ブランドで好感度1位となった。
2016年11月、大韓民国広告大賞にて7年連続でグランプリを受賞。
2017年12月、アメリカの広告代理店「David & Goliath」を買収。
2018年9月、KIAのブランド体験空間としてオープンした「BEAT360（現：KIA360）」が主要な国際デザイン賞を全て受賞する。
2018年11月、大韓民国広告大賞2018にて2部門でグランプリを受賞。
2019年3月、ADFEST（アジア太平洋広告祭）2019でグランプリを受賞。
2019年5月、ロッテカルチャーワークスとの業務提携合意書に調印。
2019年7月、オーストラリアを本拠とするデジタル広告代理店「Wellcom Group」を買収。
2019年11月、Spikes Asiaの「Agency of the Year」の韓国部門を2年連続で受賞。
2020年5月、ニューヨークフェスティバル広告賞を13部門で受賞。
2002年12月、イノーシャン・ヨーロッパが2020年ユーロベスト（ヨーロッパ広告賞）で「Agency of the Year」のドイツ部門を受賞する。
2021年4月、ADFEST（アジア太平洋広告祭）の「Digital Agency of the Year」に選出され、10部門を制する。
2021年5月、韓国のデジタルマーケティング会社「D.PURPLE」を買収。
2021年6月、カンヌライオンズのクリエティヴィティ20/21部門で金獅子賞を受賞。
2021年11月、シンガポールのCampaign Brief Asiaが選ぶ最もクリエティブな韓国の広告代理店に2年連続で選出。
2022年2月、キア・EV6のスーパーボウル広告がUSAトゥデイの広告年次調査「Ad Meter 2022」で自動車ブランド部門で第1位にランクされた。
2022年3月、ホライゾン・メディアから株式を買い取ってCanvas Worldwideを完全子会社化。
2022年5月、韓国のVFX制作会社「STUDIO LENNON（스튜디오레논）」を買収。
2022年8月、Asia Creative Hubプロジェクトを加速させるためシンガポールの独立系広告代理店「The Secret Little Agency」との間でクリエティブパートナーシップを締結することで合意しMOUに調印。
2023年6月、韓国のデジタルマーケティング会社「D-PLAN360（디플랜360）」を買収。
2023年8月、コンテンツ制作に特化した合弁企業「STUDIO abit」を設立。
2023年11月、日本のADKホールディングスと戦略的パートナーシップを締結。
2024年1月、ソーシャルマーケティング会社の「INNOCEAN S」を設立。
2024年2月、キア・EV9のスーパーボウル広告がUSAトゥデイの広告年次調査「Ad Meter 2024」で自動車ブランド部門で第1位にランクされた。